# Иван Лесовой
Иван Мартинович Лесовой е руски офицер, генерал-майор. Участник в Руско–турската война от 1877–1878. Първи началник на българската артилерия (1878–1883) и военен министър на Княжество България (1882).

## Биография
Иван Лесовой е роден на 22 ноември 1835 г. в Руската империя. През 1858 г. завършва военно училище, а през 1867 г. Военноартилерийската академия. В периода 1863-1864 г. взима участие в разгрома на Варшавското въстание.
Участва в Руско-турската война от 1877–1878 година при обсадата на Никопол 
През 1878 г. е командващ артилерията на Българската земска войска. Участва в създаването на Българската армия. През 1882 г. по време на режима на пълномощията е назначен за военен министър на Княжество България. Служи като генерал-адютант на княз Александър I Батенберг. В края на 1882 г. се завръща в Русия.

## Военни звания
- Прапоршчик (1 октомври 1858)
- Подпоручик (14 септември 1860)
- Прапоршчик от гвардейската артилерия (30 юли 1862)
- Подпоручик (30 август 1862)
- Поручик (4 октомври 1863)
- Щабс-капитан (30 август 1870)
- Полковник (31 март 1874)
- Генерал-майор (21 април 1881)

## Награди

### Руски
- Боево отличие (1863, със званието поручик)
- Oрден „Св. Станислав“ III степен (1863)
- Орден „Св. Анна“ III степен (1865)
- Oрден „Св. Станислав“ II степен (1968)
- Oрден „Св. Станислав“ II степен с императорска корона (1972)
- Орден „Св. Владимир“ IV степен (1874)
- Орден „Св. Георги“ IV степен (1877)
- Златно оръжие „За храброст“ (1879)
- Орден „Св. Анна“ II степен (1881, със званието генерал-майор)
- Орден „Св. Владимир“ III степен (1882)
- Oрден „Св. Станислав“ I степен (1883)
- Орден „Св. Анна“ I степен (1887)

### Чуждестранни
- Български орден „Св. Александър“ III степен
- Румънски орден „Румънска звезда“ III степен и медал „За храброст“ (1880)
- Български орден „Св. Александър“ II степен (1882)
- Сръбски орден „Таково“ I степен (1882)
- Черногорски орден „Данило“ I степен (1883)
- Български орден „За храброст“ III степен (1883)
- Български орден „За заслуга“ (1884)
- Турски орден „Меджидие“ I степен (1884)
- Български орден „Св. Александър“ I степен